# Qusongita
La qusongita és un mineral de la classe dels elements natius. Rep el seu nom de la zona on va ser descoberta, a Qusong (Xina).

## Característiques
La qusongita és un carbur de fórmula química WC, el carbur de wolframi en estat natutral. Cristal·litza en el sistema hexagonal. Generalment es troba en forma de cristalls anèdrics a subèdrics en matriu. Els grans són angulars, generalment d'entre 4 i 8 micres de diàmetre, opacs i de color gris-acer amb una lluentor metàl·lica. La seva duresa a l'escala de Mohs és 9,5, sent doncs un mineral molt dur.
Segons la classificació de Nickel-Strunz, la qusongita pertany a «01.BA - Carburs» juntament amb els següents minerals: cohenita, haxonita, isovita, tongbaïta, khamrabaevita, niobocarbida, tantalcarbida i yarlongita.

## Formació i jaciments
Es troba en kimberlites; en dipòsit de sulfurs de coure i níquel que contenenr elements del grup del platí (PGE) en roques màfiques-ultramàfiques. Va ser descoberta l'any 1986 als dipòsits de cromita de Luobusha, a Qusong Co. (Regió Autònoma del Tibet, República Popular de la Xina). Juntament amb la qusongita, també es van extreure altres minerals: diamants, coesita, moissanita, wüstita, compostos intermetàl·lics, aliatges d'osmi-iridi amb inclusions de diamants i silicurs de ferro. També se n'ha trobat a d'altres dos indrets de la Xina: a Mengyin (Shandong) i a Yangliuping (Sichuan).